# Arao, Kumamoto
Arao (japanska: 荒尾市?, Arao-shi) är en stad i Kumamoto prefektur i Japan. Staden fick stadsrättigheter 1942.